# Pirgula polylopha
Pirgula polylopha är en fjärilsart som beskrevs av Collenette 1959. Pirgula polylopha ingår i släktet Pirgula och familjen tofsspinnare. Inga underarter finns listade i Catalogue of Life.